# Liste des églises de la Polynésie française
Cette liste des églises de la Polynésie française recense les églises de la collectivité d'outre-mer de la Polynésie française. Il est fait état des diverses protections dont elles peuvent bénéficier, et notamment les inscriptions et classements au titre des monuments historiques.
Toutes sont situées dans l'archidiocèse de Papeete.

## Statistiques

### Nombres
La collectivité d'outre-mer de la Polynésie française comprend de très nombreuses îles appartenant à plusieurs archipels mais est administrativement divisée en 48 communes au 1er janvier 2020.
Depuis 2018, l'archidiocèse de Papeete compte 57 paroisses.

## Classement
Le classement ci-après se fait par commune selon l'ordre alphabétique.
Il est fait état des diverses protections dont elles peuvent bénéficier, et notamment les inscriptions et classements au titre des monuments historiques.

## Liste

### Église catholique
La liste suivante recense les églises catholiques de la Polynésie française, en incluant les chapelles et les cathédrales. 
| Église                                                   | Commune               | Adresse | Coordonnées                         | Notice | Protection | Date | Illustration                                 |
| -------------------------------------------------------- | --------------------- | ------- | ----------------------------------- | ------ | ---------- | ---- | -------------------------------------------- |
| Église Saint-Joseph de Tukuhora                          | Anaa                  |         | 17° 20′ 37″ sud, 145° 31′ 22″ ouest |        |            |      | Image manquante Téléverser                   |
| Église Sainte-Marie-Madeleine de Faaite                  | Anaa                  |         | 16° 45′ 02″ sud, 145° 14′ 13″ ouest |        |            |      | Image manquante Téléverser                   |
| Église du Sacré-Cœur d'Otepipi                           | Anaa                  |         | 17° 26′ 14″ sud, 145° 29′ 57″ ouest |        |            |      | Image manquante Téléverser                   |
| Église Maria No Te Mauiui de Putuahara                   | Anaa                  |         | 17° 26′ 00″ sud, 145° 30′ 02″ ouest |        |            |      | Image manquante Téléverser                   |
| Église Saint-Étienne de Tematahoa                        | Anaa                  |         | 17° 29′ 07″ sud, 145° 23′ 52″ ouest |        |            |      | Image manquante Téléverser                   |
| Église du Sacré-Cœur d'Arue                              | Arue                  |         | 17° 31′ 36″ sud, 149° 31′ 51″ ouest |        |            |      | Image manquante Téléverser                   |
| Chapelle Saint-Louis des Armées d'Arue                   | Arue                  |         | 17° 31′ 10″ sud, 149° 30′ 34″ ouest |        |            |      | Image manquante Téléverser                   |
| Église Saint-Antoine d'Arutua                            | Arutua                |         | 15° 21′ 43″ sud, 146° 37′ 18″ ouest |        |            |      | Image manquante Téléverser                   |
| Église Saint-Jean-Baptiste de Kaukura                    | Arutua                |         | 15° 40′ 27″ sud, 146° 52′ 38″ ouest |        |            |      | Image manquante Téléverser                   |
| Église Saint-Philippe d'Apataki                          | Arutua                |         | 15° 34′ 12″ sud, 146° 24′ 45″ ouest |        |            |      | Image manquante Téléverser                   |
| Église Saint-Pierre-Célestin de Vaitape                  | Bora-Bora             |         | 16° 30′ 25″ sud, 151° 45′ 01″ ouest |        |            |      | Église Saint-Pierre-Célestin de Vaitape      |
| Église Saint-Joseph de Faaa                              | Faaa                  |         | 17° 33′ 31″ sud, 149° 36′ 21″ ouest |        |            |      | Image manquante Téléverser                   |
| Église Marie-Immaculée, Notre-Dame-des-Nations d'Aratika | Fakarava              |         | 15° 29′ 20″ sud, 145° 26′ 56″ ouest |        |            |      | Image manquante Téléverser                   |
| Église Sainte-Thérèse-de-l'Enfant-Jésus de Raraka        | Fakarava              |         | 16° 10′ 00″ sud, 144° 54′ 00″ ouest |        |            |      | Image manquante Téléverser                   |
| Église Saint-Jean-de-la-Croix de Fakarava                | Fakarava              |         | 16° 03′ 42″ sud, 145° 37′ 01″ ouest |        |            |      | Église Saint-Jean-de-la-Croix de Fakarava    |
| Église Notre-Dame-de-Paix de Fakarava                    | Fakarava              |         | 16° 30′ 54″ sud, 145° 27′ 41″ ouest |        |            |      | Image manquante Téléverser                   |
| Église Saint-Marc de Kauehi                              | Fakarava              |         | 15° 49′ 26″ sud, 145° 06′ 38″ ouest |        |            |      | Image manquante Téléverser                   |
| Église Saint-Thomas de Tupana                            | Fakarava              |         | 16° 08′ 00″ sud, 146° 20′ 04″ ouest |        |            |      | Image manquante Téléverser                   |
| Église Saint-Athanase de Fakahina                        | Fangatau              |         | 15° 58′ 57″ sud, 140° 09′ 50″ ouest |        |            |      | Image manquante Téléverser                   |
| Église Saint-Dominique de Fangatau                       | Fangatau              |         | 15° 49′ 46″ sud, 140° 53′ 27″ ouest |        |            |      | Image manquante Téléverser                   |
| Église Notre-Dame-de-la-Paix d'Omoa                      | Fatu-Hiva             |         | 10° 30′ 45″ sud, 138° 41′ 07″ ouest |        |            |      | Image manquante Téléverser                   |
| Église Saint-Michel de Hanavave                          | Fatu-Hiva             |         | 10° 27′ 48″ sud, 138° 39′ 51″ ouest |        |            |      | Image manquante Téléverser                   |
| Cathédrale Saint-Michel de Rikitea                       | Gambier               |         | 23° 07′ 24″ sud, 134° 58′ 08″ ouest |        |            |      | Cathédrale Saint-Michel de Rikitea           |
| Église Notre-Dame-de-la-Paix d'Akamaru                   | Gambier               |         | 23° 10′ 52″ sud, 134° 54′ 48″ ouest |        |            |      | Église Notre-Dame-de-la-Paix d'Akamaru       |
| Église Saint-Gabriel de Taravai                          | Gambier               |         | 23° 08′ 43″ sud, 135° 01′ 46″ ouest |        |            |      | Église Saint-Gabriel de Taravai              |
| Chapelle Sainte-Anne de MangarevaRikitea                 | Gambier               |         | à géolocaliser                      |        |            |      | Image manquante Téléverser                   |
| Église Saint-Joseph de Taku                              | Gambier               |         | 23° 05′ 06″ sud, 134° 56′ 51″ ouest |        |            |      | Image manquante Téléverser                   |
| Église Saint-Raphaël d'Aukena                            | Gambier               |         | 23° 08′ 01″ sud, 134° 54′ 44″ ouest |        |            |      | Église Saint-Raphaël d'Aukena                |
| Église Saint-Paul d'Amanu                                | Hao                   |         | 17° 50′ 30″ sud, 140° 51′ 05″ ouest |        |            |      | Image manquante Téléverser                   |
| Église Saint-Pierre de Hao                               | Hao                   |         | 18° 06′ 26″ sud, 140° 54′ 23″ ouest |        |            |      | Image manquante Téléverser                   |
| Église Notre-Dame-des-Anges de Marokau                   | Hikueru               |         | 17° 57′ 46″ sud, 142° 13′ 25″ ouest |        |            |      | Image manquante Téléverser                   |
| Église Saint-Michel de Hikueru                           | Hikueru               |         | 17° 32′ 43″ sud, 142° 40′ 08″ ouest |        |            |      | Image manquante Téléverser                   |
| Église Saint-Anne de Papenoo                             | Hitiaa O Te Ra        |         | 17° 30′ 43″ sud, 149° 25′ 31″ ouest |        |            |      | Image manquante Téléverser                   |
| Église Saint-Pierre-Chanel de Tiarei                     | Hitiaa O Te Ra        |         | 17° 32′ 50″ sud, 149° 20′ 16″ ouest |        |            |      | Image manquante Téléverser                   |
| Église de l'Immaculée-Conception d'Atuona                | Hiva-Oa               |         | 9° 48′ 08″ sud, 139° 02′ 30″ ouest  |        |            |      | Image manquante Téléverser                   |
| Église du Sacré-Cœur de Puamau                           | Hiva-Oa               |         | 9° 45′ 56″ sud, 138° 52′ 56″ ouest  |        |            |      | Image manquante Téléverser                   |
| Église Notre-Dame-du-Sacré-Cœur de Taaoa                 | Hiva-Oa               |         | 9° 50′ 10″ sud, 139° 03′ 48″ ouest  |        |            |      | Image manquante Téléverser                   |
| Chapelle Saint-Lazare d'Orofara                          | Mahina                |         | à géolocaliser                      |        |            |      | Image manquante Téléverser                   |
| Église Saint-Paul de Mahina                              | Mahina                |         | 17° 30′ 21″ sud, 149° 28′ 41″ ouest |        |            |      | Image manquante Téléverser                   |
| Église Saint-Benoît de Nihiru                            | Makemo                |         | 16° 39′ 32″ sud, 142° 52′ 45″ ouest |        |            |      | Image manquante Téléverser                   |
| Église Saint-François-Xavier de Takume                   | Makemo                |         | 15° 51′ 06″ sud, 142° 16′ 04″ ouest |        |            |      | Image manquante Téléverser                   |
| Église Saint-Joseph de Makemo                            | Makemo                |         | 16° 37′ 21″ sud, 143° 34′ 07″ ouest |        |            |      | Église Saint-Joseph de Makemo                |
| Église Saint-Michel de Raroia                            | Makemo                |         | 16° 02′ 30″ sud, 142° 28′ 31″ ouest |        |            |      | Image manquante Téléverser                   |
| Église Saint-Joseph d'Ahe                                | Manihi                |         | 14° 32′ 17″ sud, 146° 21′ 20″ ouest |        |            |      | Image manquante Téléverser                   |
| Ancienne église de Manihi                                | Manihi                |         | 14° 27′ 34″ sud, 146° 03′ 33″ ouest |        |            |      | Image manquante Téléverser                   |
| Église Saint-Joachim de Manihi                           | Manihi                |         | 14° 27′ 33″ sud, 146° 03′ 37″ ouest |        |            |      | Image manquante Téléverser                   |
| Église Saint-Joseph de Paopao                            | Moorea-Maiao (Paopao) |         | 17° 30′ 11″ sud, 149° 49′ 26″ ouest |        |            |      | Image manquante Téléverser                   |
| Église de la Sainte-Famille de Haapiti                   | Moorea-Maiao          |         | 17° 33′ 52″ sud, 149° 52′ 12″ ouest |        |            |      | Image manquante Téléverser                   |
| Chapelle Saint-Joseph de Paopao                          | Moorea-Maiao          |         | à géolocaliser                      |        |            |      | Image manquante Téléverser                   |
| Église du Sacré-Cœur de Napuka                           | Napuka                |         | 14° 09′ 53″ sud, 141° 16′ 17″ ouest |        |            |      | Image manquante Téléverser                   |
| Église Sainte-Thérèse de Tepoto Nord                     | Napuka                |         | 14° 05′ 57″ sud, 141° 26′ 03″ ouest |        |            |      | Image manquante Téléverser                   |
| Cathédrale Notre-Dame de Taiohae                         | Nuku-Hiva             |         | 8° 54′ 37″ sud, 140° 06′ 11″ ouest  |        |            |      | Cathédrale Notre-Dame de Taiohae             |
| Église des Sacrés-Cœurs de Hatiheu                       | Nuku-Hiva             |         | 8° 49′ 45″ sud, 140° 05′ 01″ ouest  |        |            |      | Image manquante Téléverser                   |
| Église Sainte-Thérèse-de-l'Enfant-Jésus d'Aakapa         | Nuku-Hiva             |         | 8° 49′ 13″ sud, 140° 07′ 53″ ouest  |        |            |      | Image manquante Téléverser                   |
| Église Saint-Joseph de Taipivai                          | Nuku-Hiva             |         | 8° 52′ 24″ sud, 140° 03′ 37″ ouest  |        |            |      | Image manquante Téléverser                   |
| Chapelle du Saint-Cœur-de-Marie de TaipivaiHooumi        | Nuku-Hiva             |         | à géolocaliser                      |        |            |      | Image manquante Téléverser                   |
| Église du Christ-Roi de Vairaatea                        | Nukutavake            |         | 19° 19′ 48″ sud, 139° 13′ 04″ ouest |        |            |      | Image manquante Téléverser                   |
| Église Saint-Joachim de Nukutavake                       | Nukutavake            |         | 19° 16′ 41″ sud, 138° 46′ 25″ ouest |        |            |      | Image manquante Téléverser                   |
| Chapelle de Pinaki                                       | Nukutavake            |         | à géolocaliser                      |        |            |      | Image manquante Téléverser                   |
| Église Saint-François-Xavier de Paea                     | Paea                  |         | 17° 41′ 28″ sud, 149° 35′ 03″ ouest |        |            |      | Église Saint-François-Xavier de Paea         |
| Église Saint-Michel de Papara                            | Papara                |         | 17° 45′ 44″ sud, 149° 30′ 19″ ouest |        |            |      | Image manquante Téléverser                   |
| Cathédrale Notre-Dame de Papeete                         | Papeete               |         | 17° 32′ 25″ sud, 149° 34′ 01″ ouest |        |            |      | Cathédrale Notre-Dame de Papeete             |
| Église Maria no te Hau de Papeete                        | Papeete               |         | 17° 32′ 31″ sud, 149° 33′ 36″ ouest |        |            |      | Image manquante Téléverser                   |
| Chapelle épiscopale du Sacré-Cœur de Papeete             | Papeete               |         | à géolocaliser                      |        |            |      | Chapelle épiscopale du Sacré-Cœur de Papeete |
| Église de la Sainte-Trinité de Pirae                     | Pirae                 |         | 17° 32′ 04″ sud, 149° 32′ 39″ ouest |        |            |      | Image manquante Téléverser                   |
| Église Sainte-Jeanne-d'Arc de Pukapuka                   | Pukapuka              |         | 14° 48′ 41″ sud, 138° 50′ 29″ ouest |        |            |      | Image manquante Téléverser                   |
| Église Saint-Étienne de Punaauia                         | Punaauia              |         | 17° 36′ 57″ sud, 149° 36′ 56″ ouest |        |            |      | Image manquante Téléverser                   |
| Église Sainte-Thérèse-de-l'Enfant-Jésus de Mataiva       | Rangiroa              |         | 14° 52′ 10″ sud, 148° 42′ 33″ ouest |        |            |      | Image manquante Téléverser                   |
| Église Notre-Dame-de-Paix de Tiputa                      | Rangiroa              |         | 14° 58′ 40″ sud, 147° 37′ 33″ ouest |        |            |      | Église Notre-Dame-de-Paix de Tiputa          |
| Église Saint-Michel d'Avatoru                            | Rangiroa              |         | 14° 56′ 40″ sud, 147° 42′ 34″ ouest |        |            |      | Église Saint-Michel d'Avatoru                |
| Église Saint-Nicodème de Tikehau                         | Rangiroa              |         | 15° 06′ 46″ sud, 148° 14′ 44″ ouest |        |            |      | Image manquante Téléverser                   |
| Église Saint-Benoît de Marautagaroa                      | Reao                  |         | 18° 16′ 12″ sud, 137° 04′ 00″ ouest |        |            |      | Église Saint-Benoît de Marautagaroa          |
| Église Saint-Augustin de Reao                            | Reao                  |         | 18° 27′ 59″ sud, 136° 27′ 48″ ouest |        |            |      | Image manquante Téléverser                   |
| Église Saint-François-Régis de Moerai                    | Rurutu                |         | 22° 27′ 04″ sud, 151° 20′ 34″ ouest |        |            |      | Image manquante Téléverser                   |
| Église Saint-Clément de Patio                            | Taha'a                |         | 16° 34′ 53″ sud, 151° 30′ 09″ ouest |        |            |      | Image manquante Téléverser                   |
| Église Saint-Pierre-Célestin de Poutoru                  | Taha'a                |         | 16° 40′ 02″ sud, 151° 30′ 44″ ouest |        |            |      | Image manquante Téléverser                   |
| Église du Saint-Cœur-de-Marie de Hapatoni                | Tahuata               |         | 9° 58′ 13″ sud, 139° 07′ 23″ ouest  |        |            |      | Église du Saint-Cœur-de-Marie de Hapatoni    |
| Église de la Sainte-Mère-de-Dieu de Vaitahu              | Tahuata               |         | 9° 56′ 16″ sud, 139° 06′ 30″ ouest  |        |            |      | Église de la Sainte-Mère-de-Dieu de Vaitahu  |
| Église Notre-Dame-des-Sept-Douleurs de Motopu            | Tahuata               |         | 9° 54′ 22″ sud, 139° 04′ 04″ ouest  |        |            |      | Image manquante Téléverser                   |
| Église du Saint-Cœur-de-Marie de Taravao                 | Taiarapu-Est          |         | 17° 43′ 33″ sud, 149° 18′ 33″ ouest |        |            |      | Église du Saint-Cœur-de-Marie de Taravao     |
| Église Notre-Dame-de-la-Paix de Tautira                  | Taiarapu-Est          |         | 17° 44′ 45″ sud, 149° 09′ 37″ ouest |        |            |      | Image manquante Téléverser                   |
| Église Saint-Benoît de Teahupoo                          | Taiarapu-Ouest        |         | 17° 51′ 20″ sud, 149° 15′ 16″ ouest |        |            |      | Image manquante Téléverser                   |
| Église Sainte-Thérèse de Vairao                          | Taiarapu-Ouest        |         | 17° 48′ 57″ sud, 149° 17′ 31″ ouest |        |            |      | Image manquante Téléverser                   |
| Église Sainte-Thérèse-de-l'Enfant-Jésus de Takaroa       | Takaroa               |         | 14° 28′ 16″ sud, 145° 02′ 24″ ouest |        |            |      | Image manquante Téléverser                   |
| Église Saint-Louis-de Gonzague de Takapoto               | Takaroa               |         | 14° 42′ 26″ sud, 145° 15′ 07″ ouest |        |            |      | Image manquante Téléverser                   |
| Chapelle Saint-François-d'Assise de Puohine              | Taputapuatea          |         | à géolocaliser                      |        |            |      | Image manquante Téléverser                   |
| Église de l'Immaculée-Conception de Tatakoto             | Tatakoto              |         | 17° 20′ 43″ sud, 138° 27′ 06″ ouest |        |            |      | Image manquante Téléverser                   |
| Église Sainte-Élisabeth de Papeari                       | Teva I Uta            |         | 17° 45′ 15″ sud, 149° 21′ 16″ ouest |        |            |      | Image manquante Téléverser                   |
| Église Saint-Jean-Baptiste de Mataiea                    | Teva I Uta            |         | 17° 46′ 18″ sud, 149° 25′ 55″ ouest |        |            |      | Image manquante Téléverser                   |
| Église Maria no te Hau de Mahu                           | Tubuai                |         | 23° 23′ 42″ sud, 149° 28′ 34″ ouest |        |            |      | Image manquante Téléverser                   |
| Église Saint-Joseph de Taahuaia                          | Tubuai                |         | 23° 20′ 39″ sud, 149° 27′ 52″ ouest |        |            |      | Image manquante Téléverser                   |
| Chapelle Timoteo Peata de Tevaitoa                       | Tumaraa               |         | à géolocaliser                      |        |            |      | Image manquante Téléverser                   |
| Église de Hakamaru                                       | Tureia                |         | à géolocaliser                      |        |            |      | Image manquante Téléverser                   |
| Église de l'Immaculée-Conception de Vaipaee              | Ua-Huka               |         | 8° 55′ 52″ sud, 139° 34′ 35″ ouest  |        |            |      | Image manquante Téléverser                   |
| Église du Christ-Roi de Hokatu                           | Ua-Huka               |         | 8° 55′ 47″ sud, 139° 31′ 33″ ouest  |        |            |      | Image manquante Téléverser                   |
| Église Sainte-Thérèse-de-l'Enfant-Jésus de Hane          | Ua-Huka               |         | 8° 55′ 16″ sud, 139° 32′ 03″ ouest  |        |            |      | Image manquante Téléverser                   |
| Église Maria Peato, te Kui o te Tekao d'Hakamaii         | Ua-Pou                |         | 9° 24′ 57″ sud, 140° 06′ 49″ ouest  |        |            |      | Image manquante Téléverser                   |
| Église Sainte-Thérèse-de-l'Enfant-Jésus de Hakahetau     | Ua-Pou                |         | 9° 21′ 37″ sud, 140° 06′ 19″ ouest  |        |            |      | Image manquante Téléverser                   |
| Église Saint-Étienne de Hakahau                          | Ua-Pou                |         | 9° 21′ 50″ sud, 140° 03′ 04″ ouest  |        |            |      | Image manquante Téléverser                   |
| Église Saint-Louis de Hakatao                            | Ua-Pou                |         | 9° 26′ 58″ sud, 140° 05′ 03″ ouest  |        |            |      | Image manquante Téléverser                   |
| Église Saint-André d'Uturoa                              | Uturoa                |         | 16° 43′ 48″ sud, 151° 26′ 36″ ouest |        |            |      | Image manquante Téléverser                   |

### Culte protestant
| Église                                                    | Commune        | Adresse | Coordonnées                         | Notice | Protection | Date | Illustration                                    |
| --------------------------------------------------------- | -------------- | ------- | ----------------------------------- | ------ | ---------- | ---- | ----------------------------------------------- |
| Église évangélique de Vaitape                             | Bora-Bora      |         | 16° 30′ 18″ sud, 151° 45′ 05″ ouest |        |            |      | Église évangélique de Vaitape                   |
| Temple protestant de Tiarei                               | Hitiaa O Te Ra |         | à géolocaliser                      |        |            |      | Image manquante Téléverser                      |
| Temple Ebenezer de l'église protestante ma'ohi de Papenoo | Hitiaa O Te Ra |         | à géolocaliser                      |        |            |      | Image manquante Téléverser                      |
| Temple de l'église protestante ma'ohi de Mahina           | Mahina         |         | à géolocaliser                      |        |            |      | Temple de l'église protestante ma'ohi de Mahina |
| Temple protestant d'Afareiatu                             | Moorea-Maiao   |         | à géolocaliser                      |        |            |      | Image manquante Téléverser                      |
| Temple protestant de Haapiti                              | Moorea-Maiao   |         | à géolocaliser                      |        |            |      | Image manquante Téléverser                      |
| Temple Ebenezer de Papetoai                               | Moorea-Maiao   |         | à géolocaliser                      |        |            |      | Image manquante Téléverser                      |
| Temple Protestant de Papara                               | Papara         |         | à géolocaliser                      |        |            |      | Image manquante Téléverser                      |
| Église des Saints des derniers jours                      | Papara         |         | à géolocaliser                      |        |            |      | Image manquante Téléverser                      |
| Église des Adventiste du septième jour                    | Papara         |         | à géolocaliser                      |        |            |      | Image manquante Téléverser                      |
| Église de l’Église évangélique de Polynésie               | Papara         |         | à géolocaliser                      |        |            |      | Image manquante Téléverser                      |
| Temple mormon de Tahiti                                   | Papeete        |         | 17° 32′ 12″ sud, 149° 33′ 22″ ouest |        |            |      | Temple mormon de Tahiti                         |
| Temple de l'église protestante ma'ohi de Paofai           | Papeete        |         | 17° 32′ 36″ sud, 149° 34′ 27″ ouest |        |            |      | Temple de l'église protestante ma'ohi de Paofai |
| Temple Thabor de l'église protestante ma'ohi de Pirae     | Pirae          |         | à géolocaliser                      |        |            |      | Image manquante Téléverser                      |
| Temple protestant de Nahoata                              | Pirae          |         | à géolocaliser                      |        |            |      | Temple protestant de Nahoata                    |
| Temple des Saints des Derniers Jours de Pirae             | Pirae          |         | à géolocaliser                      |        |            |      | Temple des Saints des Derniers Jours de Pirae   |
| Temple protestant d'Avatoru                               | Rangiroa       |         | 14° 56′ 31″ sud, 147° 42′ 34″ ouest |        |            |      | Temple protestant d'Avatoru                     |
| Temple protestant de Pueu                                 | Taiarapu-Est   |         | à géolocaliser                      |        |            |      | Image manquante Téléverser                      |
| Temple de l'église protestante ma'ohi de Tautira          | Taiarapu-Est   |         | à géolocaliser                      |        |            |      | Image manquante Téléverser                      |
| Temple de l'église protestante ma'ohi d'Afaahiti-Taravao  | Taiarapu-Est   |         | à géolocaliser                      |        |            |      | Image manquante Téléverser                      |